# Гайлис, Имант Янович
Имант Янович Гайлис (латыш. Imants Gailis; 19 сентября 1918 — 12 марта 1985) — советский латвийский легкоатлет и тренер по лёгкой атлетике. Специалист по барьерному бегу, выступал на всесоюзном уровне в 1940-х годах — серебряный и бронзовый призёр чемпионатов СССР, многократный победитель первенств всесоюзного и республиканского значения. Представлял Ригу и физкультурно-спортивное общество «Динамо». Заслуженный тренер Латвийской ССР.

## Биография
Имант Гайлис родился 19 сентября 1918 года. Занимался лёгкой атлетикой в Риге, выступал за Латвийскую ССР и физкультурно-спортивное общество «Динамо».
С конца 1930-х годов входил в число сильнейших латвийских спринтеров и барьеристов, неоднократно выигрывал республиканские первенства, устанавливал рекорды Латвии в отдельных дисциплинах.
Первого серьёзного успеха на всесоюзном уровне добился в сезоне 1946 года, когда на чемпионате СССР в Днепропетровске выиграл серебряную медаль в беге на 200 метров с барьерами и бронзовую медаль в беге на 400 метров с барьерами.
В 1949 году на чемпионате СССР в Москве стал бронзовым призёром в 200-метровом барьерном беге.
После завершения спортивной карьеры в течение многих лет работал тренером по лёгкой атлетике в рижском «Динамо». Среди его воспитанников такие титулованные латвийские спортсмены как Эдмунд Пилагс, Юрис Грустыньш, Имант Куклич, Айя Вейса, Инесе Яунземе, Ингрида Вербеле-Баркане, Геннадий Хлыстов и др. За выдающиеся достижения на тренерском поприще удостоен почётного звания «Заслуженный тренер Латвийской ССР».
Умер 12 марта 1985 года в возрасте 66 лет. Похоронен на Лесном кладбище в Риге.